# Mostaza (empresa)
Mostaza es una cadena argentina de comida rápida con más de dos décadas de trayectoria. Sus especialidades son las hamburguesas, sándwiches, postres y cafetería. Es la segunda en importancia en Argentina, tras la multinacional estadounidense McDonald's. A junio de 2011, contaba con 50 sucursales a lo largo y ancho del país, duplicando esa cantidad en 2016 con alrededor de 110 sucursales. Tiene más de 180 sucursales, con presencia en hipermercados, centros comerciales y locales en la vía pública. Además de en Argentina, Mostaza opera en Paraguay, Uruguay y Bolivia contando con varios locales en Uruguay y Paraguay, mientras que en Bolivia cuenta con uno solo.

## Historia
En Uruguay  abrió su primer restaurante en Montevideo en 2017. En agosto de 2018 abrió su segundo restaurante en el centro comercial Punta Carretas Shopping, mientras que en marzo de 2020 se abrió el tercero, ubicado en la Avenida 18 de Julio, en el Barrio Centro. En 2025, cuenta con una docena de locales en Uruguay con una sucursal en una de las  esquinas céntricas de Punta del Este donde también se encuentran Burger King y Mcdonald's.
Desde 2018 es auspiciante de la Asociación del Fútbol Argentino.